# Aytonia italica
Aytonia italica là một loài rêu trong họ Aytoniaceae. Loài này được Sassi Lindenb. mô tả khoa học đầu tiên năm 1868.